# Gare de Conlie
La gare de Conlie est une gare ferroviaire française de la ligne de Paris-Montparnasse à Brest, située sur le territoire de la commune de Conlie, dans le département de la Sarthe, en région Pays de la Loire.
Elle est mise en service en 1855 par la Compagnie des chemins de fer de l'Ouest. C'est aujourd'hui une halte ferroviaire de la Société nationale des chemins de fer français (SNCF) desservie par des trains express régionaux du réseau TER Pays de la Loire, circulant entre les gares du Mans et Laval ou Rennes.

## Situation ferroviaire
Établie à 128 m d'altitude, la gare de Conlie est située au point kilométrique (PK) 234,739  de la ligne de Paris-Montparnasse à Brest, entre les gares ouvertes de Domfront et de Sillé-le-Guillaume. En direction de Domfront, s'intercale la gare fermée de Crissé.

## Histoire
La compagnie des chemins de fer de l'Ouest met en service sa grande ligne de l'Ouest par sections au fur et à mesure de l'avancement des travaux. La station de Conlie est mise en service lors de l'ouverture du tronçon entre Le Mans et Laval le 14 août 1855 bien qu'une seule voie ferrée soit alors posée. L'ouverture de la deuxième voie a lieu le 12 mai 1857.

## Fréquentation
De 2015 à 2023, selon les estimations de la SNCF, la fréquentation annuelle de la gare s'élève aux nombres indiqués dans le tableau ci-dessous.
| Année     | 2015   | 2016   | 2017   | 2018   | 2019   | 2020   | 2021   | 2022   | 2023   |
| --------- | ------ | ------ | ------ | ------ | ------ | ------ | ------ | ------ | ------ |
| Voyageurs | 63 827 | 63 380 | 65 237 | 68 836 | 64 332 | 33 225 | 39 419 | 53 288 | 65 904 |

## Service des voyageurs

### Accueil
Halte SNCF, c'est un point d'arrêt non géré (PANG) à entrée libre.

### Desserte
Conlie est desservie par des trains TER Pays de la Loire circulant entre les gares du Mans et Laval ou Rennes.

### Intermodalité
Un parking pour les véhicules y est aménagé.